# Bandera de Tonga
La primera versió de la bandera de Tonga fou una tela blanca amb una creu grega vermella el 1862, però era molt semblant a l'emblema de la Creu Roja, que s'havia adoptat el 22 d'agost de 1864. Aquest fet va provocar que es fes un redisseny d'aquesta primera bandera i es desplacés la creu al quadrant superior esquerre, es mantenia el fons blanc en aquest quadrant, però per a la resta de la bandera es feia servir un to vermell, com el de la creu.
La constitució de 1875 precisa que la bandera no pot ser mai modificada. La forma actual de la bandera s'atribueix al príncep Uelingatoni Ngu Tupoumalohi i al clergue metodista wesley Shirley Baker. En la primera assemblea de Tonga, el 1862, el rei George Tupou I va declarar que el seu vot era que volia una bandera que contingués la creu on Jesús fou mort i que el color fos vermell, per mostrar la sang que va vessar en aquesta creu.
El 13 de setembre de 1985 es va adoptar un pavelló de guerra. Aquesta està formada per una creu grega vermella i la creu de Sant Jordi de la bandera anglesa. També havia de ser l'estendard de les forces armades.

## Banderes històriques

Primera bandera de Tonga

## Altres banderes

Estendard reial